# ニューヨーク市地下鉄HH系統

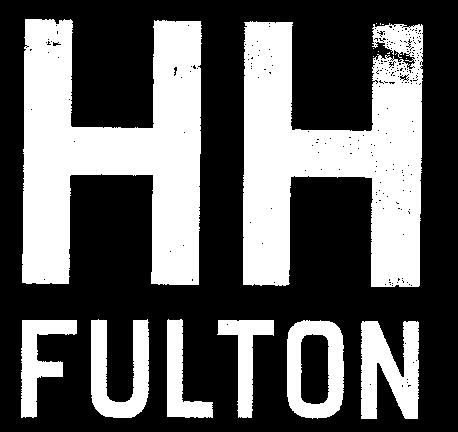
HH系統の路線ロゴ

ニューヨーク市地下鉄HH系統は1930年代に存在したニューヨーク市地下鉄の運行系統である。ニューヨーク市内の地下鉄網が市営に一元化される以前のインディペンデント・サブウェイ・システムの路線で最後に設けられたもので、ブルックリン区内のINDフルトン・ストリート線を運行していた。
当初はダウンタウン・ブルックリンの支線にあるコート・ストリート駅からクイーンズ区境近くにあるユークリッド・アベニュー駅までの各駅停車系統となる予定であり、複々線区間での急行運転はジェイ・ストリート-ボロー・ホール駅およびマンハッタン方面からの列車で行う予定であった。
1936年4月9日にフルトン・ストリート線が開業すると、全列車がマンハッタンまで運行され、HH系統はコート・ストリート駅 - ホイト-スカーマーホーン・ストリーツ駅間を途中停車なしで結ぶシャトル運行となった。HH系統は平日と土曜日の7時から19時まで運行 され、ホイト-スカーマーホーン・ストリーツ駅では一番外側の線路・ホームに停車しフルトン・ストリート線とクロスタウン線に乗り換えることができた。
HH系統 の停車駅はわずか3ブロックしか離れておらず、利用者数の低迷から1946年6月1日をもって廃止された。その後、ホイト-スカーマーホーン・ストリーツ駅の一番外側の線路とホームは営業運転ではまったく使われていない。
コート・ストリート駅は現在ではニューヨーク交通博物館になっているが、INDフルトン・ストリート線の線路は今でもコート・ストリート駅まで繋がっており、保存車両の展示走行などの際に使用されている。

## 経路
| 凡例                | 凡例         |
| ------------------- | ------------ |
| Stops weekdays only | 平日のみ停車 |
| 時間帯詳細          |              |

|                     | 駅名                                  | 乗換                                        | 備考                         |
| ------------------- | ------------------------------------- | ------------------------------------------- | ---------------------------- |
| ブルックリン区      |                                       |                                             |                              |
| Stops weekdays only | コート・ストリート駅                  |                                             | 現在はニューヨーク交通博物館 |
| Stops weekdays only | ホイト-スカーマーホーン・ストリーツ駅 | INDフルトン・ストリート線 INDクロスタウン線 |                              |